# Eándio
Eándio, en grec moderne : Αιάντειο, est un village du dème de Salamine, en Attique, Grèce.
Selon le recensement de 2011, la population de la localité s'élève à 4 860 habitants.